# Asthenorhina turneri
Asthenorhina turneri är en skalbaggsart som beskrevs av John Obadiah Westwood 1844. Asthenorhina turneri ingår i släktet Asthenorhina och familjen Cetoniidae. Inga underarter finns listade.